# Горіховий гай (Якушинецьке лісництво)
Горіховий гай — ботанічна пам'ятка природи місцевого значення. Розташована на території Мізяківсько-Хутівської сільської ради Вінницького району Вінницької області (Якушинецьке лісництво кв.3, в.3) поблизу с. Переорки. Оголошена відповідно до рішення Вінницького облвиконкому від 18.08.1983 р. № 384. Охороняється ділянка грабової діброви з участю горіха чорного штучного походження.